# Гвинтівка Генрі
Гвинтівка Генрі — важільна, казнозарядна, магазинна гвинтівка відома завдяки застосуванню у битві при Літтл-Біггорн і стала основою для відомої гвинтівки Вінчестера часів американського Дикого Заходу.
Розроблена Бенджаміном Тайлером Генрі в 1860, була представлена на початку 1860-х і випускалась до 1866 в США компанією New Haven Arms Company. Вона була прийнята на озброєння у невеликій кількості в армії Союзу під час громадянської війни через її більшу ніж у стандартних карабінів вогневу потужність. Пізніше гвинтівки застосували при освоєнні Заходу, їх мали Сіу та Шайєни коли вони знищили кінноту генерала Кастера в червні 1876.
Сучасні репліки випускають компанії A. Uberti Firearms та Henry Repeating Arms. Більшість з них була під набої .44-40 Winchester або .45 Long Colt. Згідно з істориком зброї Гербертом Г. Гаузом, один піхотинець або кавалерист з гвинтівкою Генрі дорівнював 14 або 15 піхотинцям зі звичайною однозарядною гвинтівкою.

## Історія

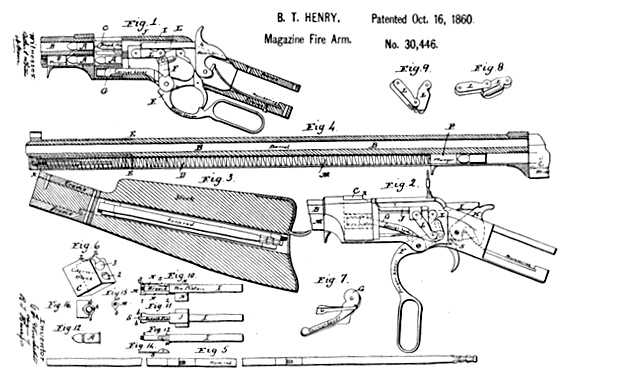
Патентне зображення гвинтівки Генрі.

Оригінальна гвинтівка Генрі мала магазин на шістнадцять набоїв .44 калібру кільцевого запалення, важільний механізм заряджання, запатентований Бенджаміном Тайлером Генрі в 1860 після трьох років розробки. Гвинтівка Генрі була покращеною версією Volition, а пізніше Volcanic. Генрі використав мідні (пізніше латунні) набої кільцевого запалення з кулею вагою 216 гранів (14,0 грам, 0,490 унцій) та зарядом чорного пороху в 25 гранів (1,6 г, 0,056 oz.). Випуск йшов невеликими партіями (від 150 до 200 на місяць) до середини 1864. У період з літа до жовтня 1862 було випущено дев'ятсот штук; до 1864 випуск зріс до 290 на місяць, що довело загальну кількість до 8 000. До 1866, коли було закінчено виробництво, було випущено приблизно 14 000 одиниць.
Солдати громадянської війни з гордістю володіли гвинтівкою Генрі. У листах додому їх називали «Шістнадцяти» або «Сімнадцяти»-зарядними, в залежності від того скільки набоїв в магазині. Лише 1 731 стандартна гвинтівка була замовлена урядом під час громадянської війни. Співдружність Кентуккі придбало 50. Від 6 000 до 7 000 було використано армією Союзу солдатами які могли дозволити собі купити її. Відносна крихкість гвинтівок Генрі у порівнянні з гвинтівками Спенсера ускладнила їх офіційне визнання. Багато піхотинців придбало гвинтівки Генрі в 1864. Більшість з цих підрозділів належали до західних військ Шермана.
При правильному застосуванні магазинні гвинтівки мали високий темп стрільби у порівнянні з іншою зброєю на полі битви. Солдати купували гвинтівки за власні кошти в надії, що вони допоможуть врятувати їх життя. Оскільки не було тактики використання такої потужної зброї, гвинтівки Генрі часто застосовували розвідники, застрільники, захисники флангів та рейдові партії. Полковник Конфедерації Джон Мозбі, який став відомим через свої раптові рейди проти військ Союзу, коли вперше зустрівся з гвинтівкою Генрі, казав «клята гвинтівка Янкі, яку можна зарядити в неділю, а стріляти весь тиждень.» З тих пір цю фразу пов'язують з гвинтівкою Генрі. Ті не численні трофейні гвинтівки Генрі, які потрапили до конфедератів не отримали поширення серед військ Конфедерації через проблеми з боєприпасами. Проте гвинтівку частково використовували підрозділи конфедератів в Луїзіані, Техасі та Вірджинії, а також персональними охоронцями президента Конфедерації Джефферсона Девіса.

## Робота механізму

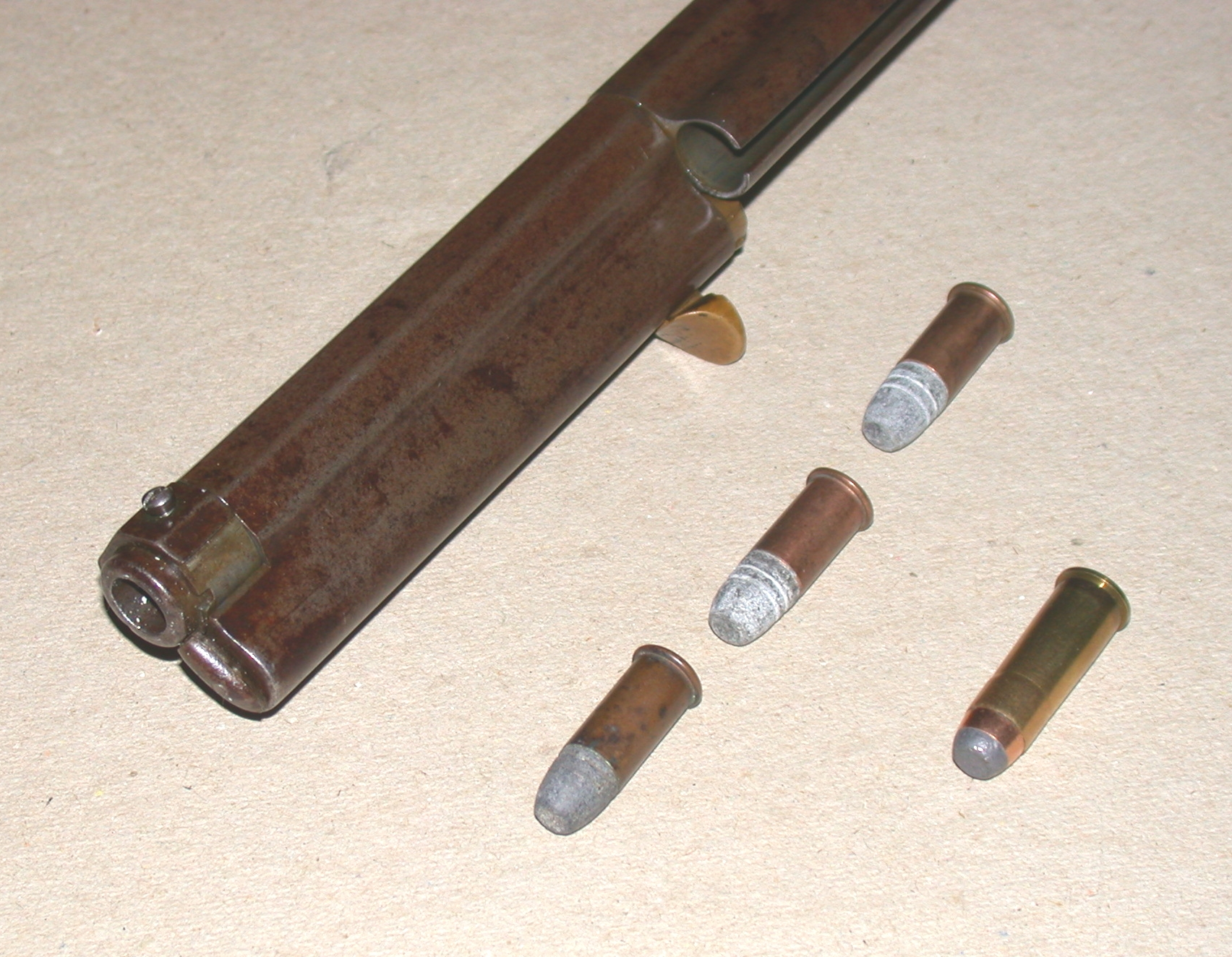
Магазин в позиції заряджання, три пласких набої Генрі у порівнянні з набоєм .44-40 WCF

Гвинтівка Генрі використовувала набій .44 калібру з зарядом чорного пороху вагою від 26 до 28 гранів (1,7–1,8 г). Це дало менші дулові швидкість та енергію ніж інші магазинні гвинтівки того часу, наприклад гвинтівка Спенсера. Переведений вниз важіль викидав порожню гільзу з камори та зводив ударник. Пружина в магазині подавала наступний набій; переведення важеля назад штовхало новий набій в камору і закривало затвор. При розробці Генрі не створив жодного запобіжника. У спокійному стані ударник спирався на фланець; будь-який удар по ударнику міг призвести до раптового пострілу. У зведеному стані гвинтівка була без запобіжника. Сучасні гвинтівки Генрі не вистрілять при раптовому падінні або при зриві ударника. Її можна носити безпечно зі зведеним та не зведеним ударником.
Для заряджання магазина, стрілець переводив важіль вздовж магазина догори і повертав кришку праворуч відкриваючи магазин. Потім він заряджав 15 набоїв один за одним. Заповнивши магазин він переводив кришку назад і відпускав важіль.

## Спадщина
Хоча гвинтівку не випускали у великій кількості, вона продемонструвала можливості швидкої стрільби на близькій відстані під час громадянської війни, а потім під час війн з індіанцями. Прикладом є два полки Союзу, які були озброєні гвинтівками Генрі у битві при Франкліні проти атак конфедератів, крім того 7-ий кавалерійський  полк був озброєний гвинтівками Генрі у битві при Літтл-Горн проти Сіу та Шайєнів.
Випущена компанією New Haven Arms Company, гвинтівка Генрі еволюціонувала в важільну гвинтівку Winchester Model 1866. З появою нової гвинтівки Model 1866, New Haven Arms Company була перейменована на Winchester Repeating Arms Company.

## Репліки
Компанія Henry Repeating Arms випускає репліку гвинтівку Model 1860 Генрі з мідним приймачем і з ложем з американського горіха, але з використанням сучасних сталей в стволі та у внутрішніх деталях.
Компанія Uberti випускає майже точну копію гвинтівки Генрі Model 1860 під набої калібру .44-40 Winchester або .45 Colt, а не під оригінальний набій .44 Henry кільцевого запалення. Випущені кількома компаніями, ці репліки стали популярними серед реконструкторів періоду громадянської війни і ковбоїв-стрільців, а також серед стрільців учасників організації North-South Skirmish Association(N-SSA).[джерело?]

## Галерея

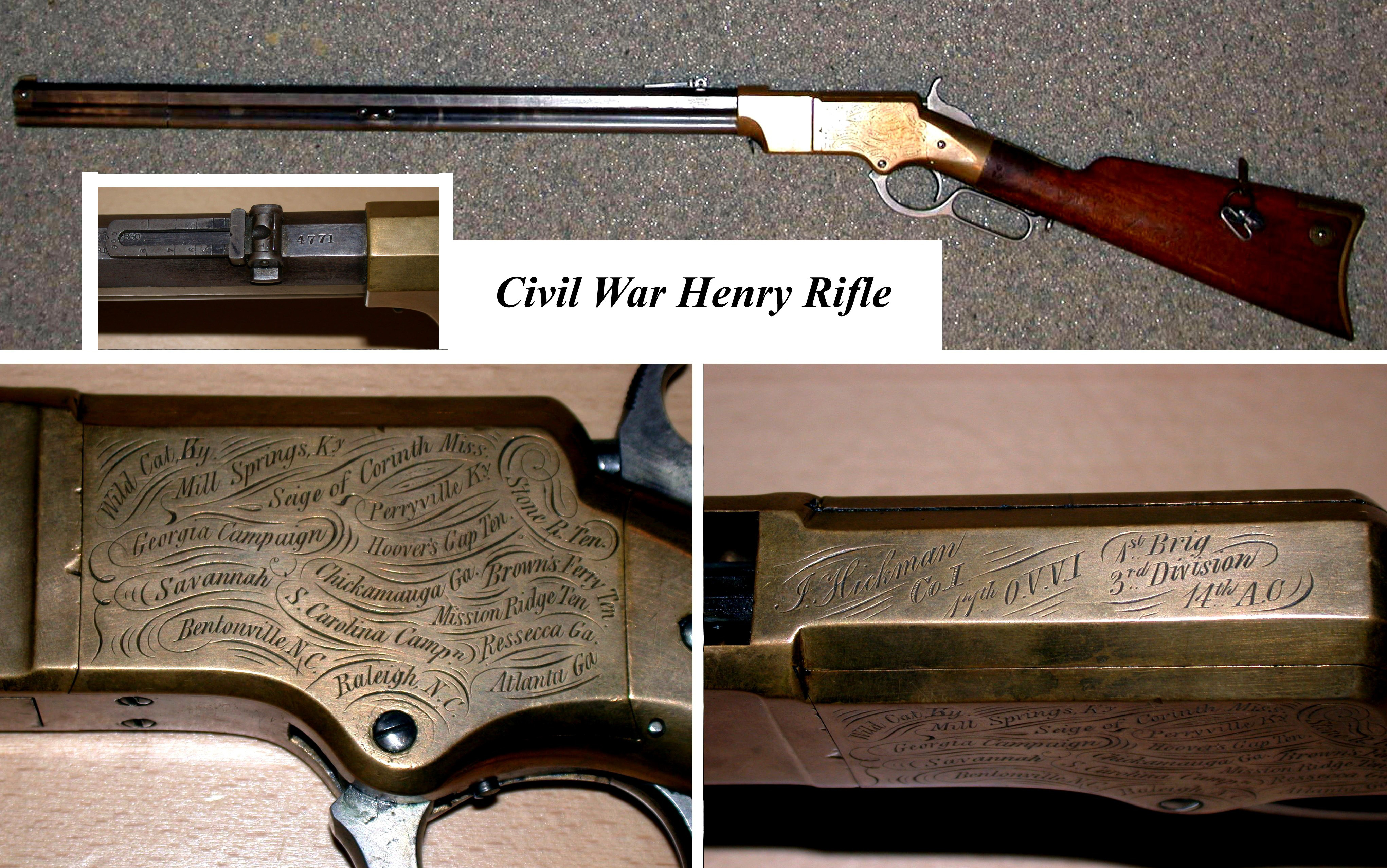
Гвинтівка Генрі громадянської війни 1860
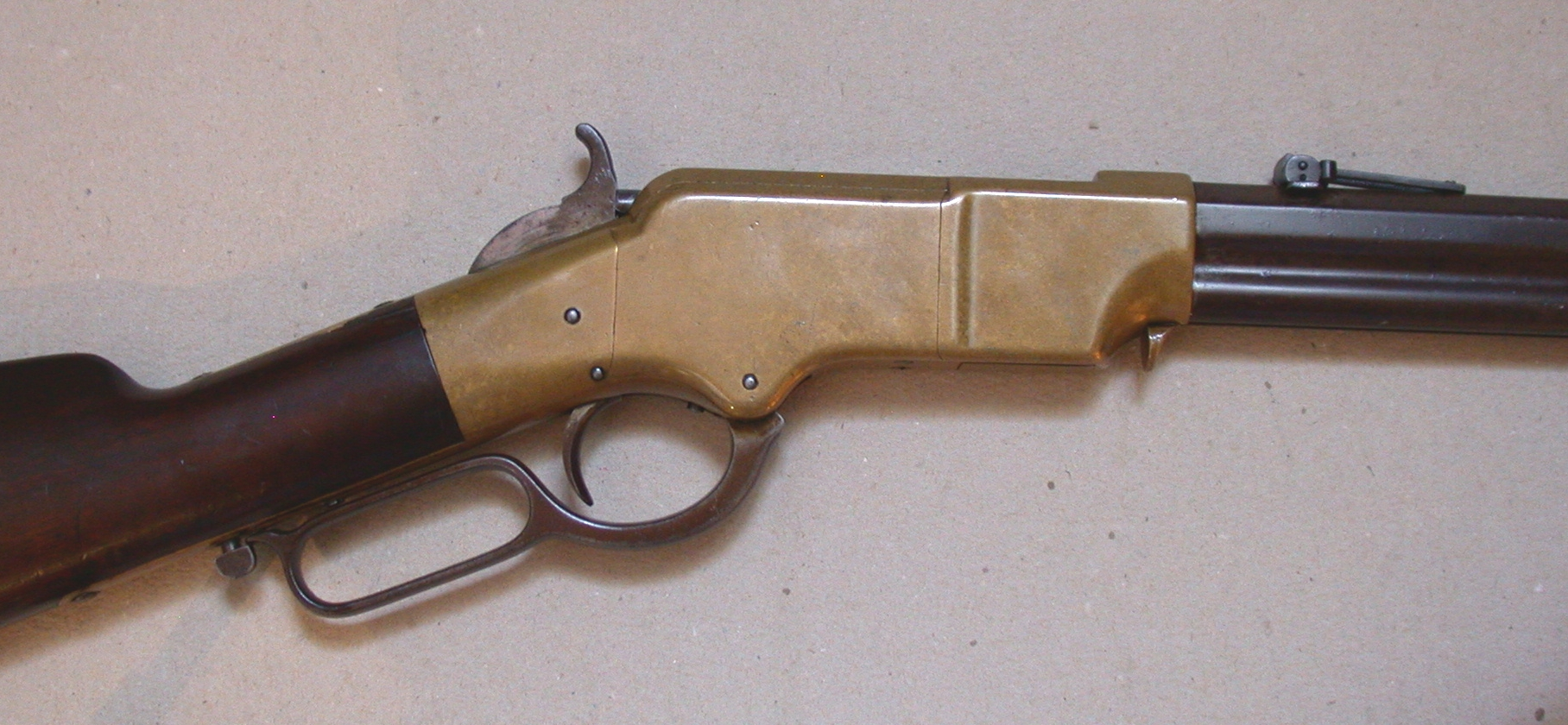
Гвинтівка Генрі, приймач
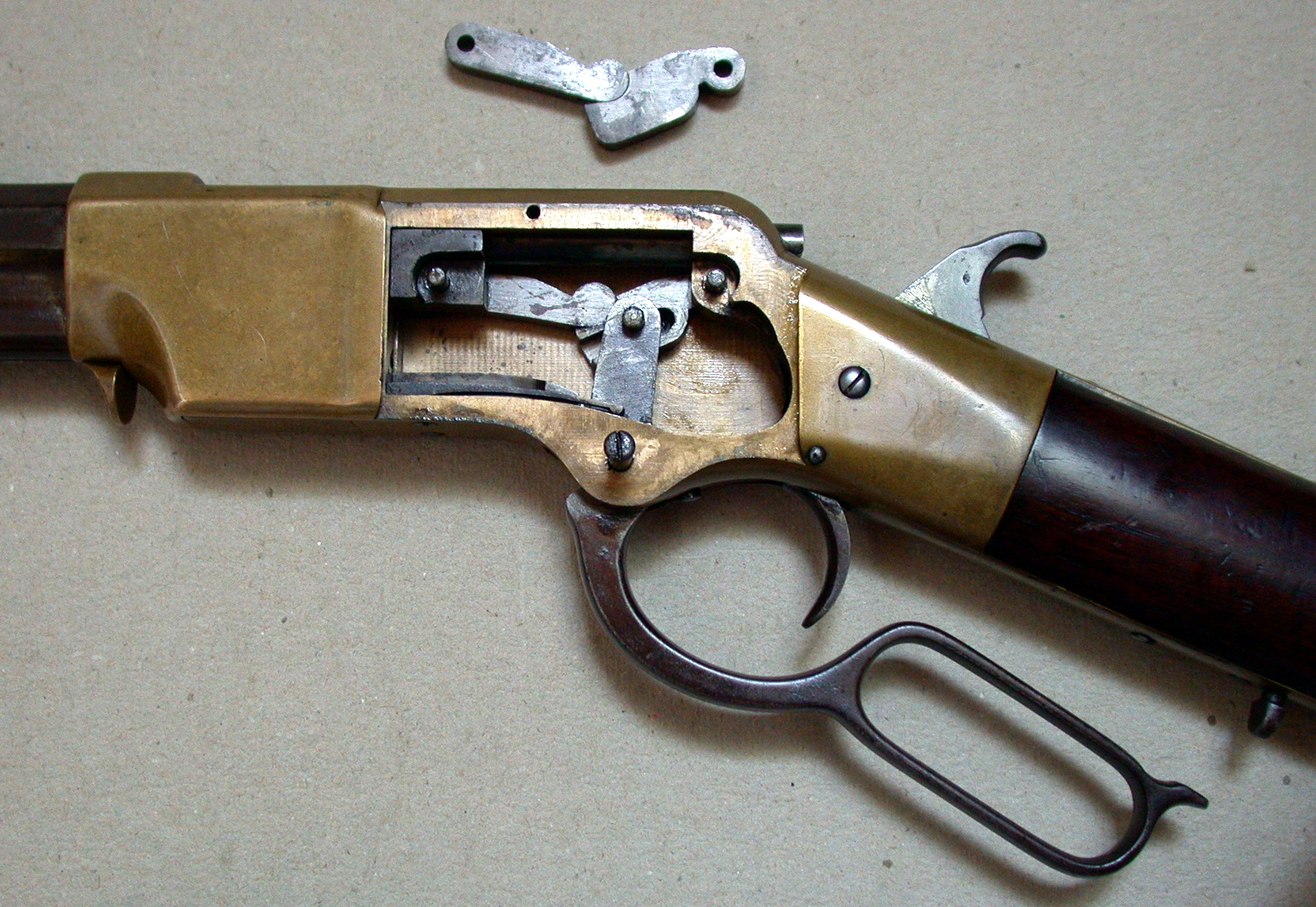
Гвинтівка Генрі, важіль заряджання, колісно-важільне з'єднання
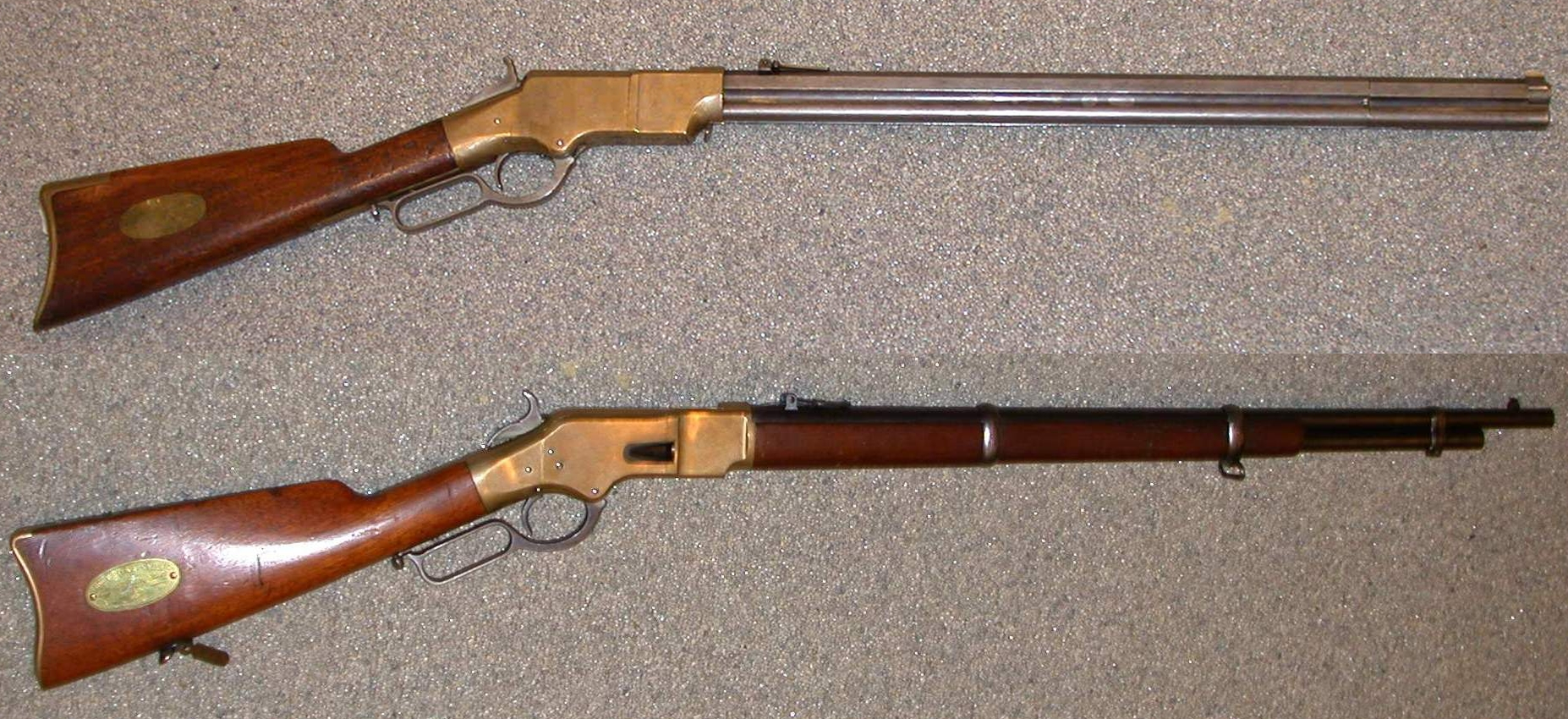
Гвинтівка Генрі 1860 та мушкет Вінчестера 1866
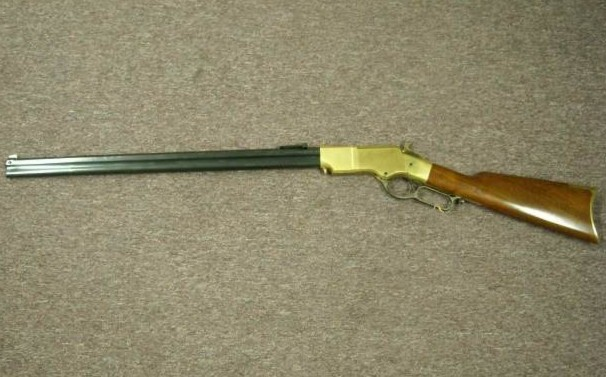
Сучасна репліка гвинтівки Генрі